# Choapa, Astacinga
Choapa är en ort i Mexiko.   Den ligger i kommunen Astacinga och delstaten Veracruz, i den sydöstra delen av landet, 230 km öster om huvudstaden Mexico City. Choapa ligger 2 225 meter över havet och antalet invånare är 242.
Terrängen runt Choapa är kuperad åt sydväst, men åt nordost är den bergig. Terrängen runt Choapa sluttar österut. Runt Choapa är det ganska tätbefolkat, med 93 invånare per kvadratkilometer. Närmaste större samhälle är Zongolica, 14,2 km nordost om Choapa. Omgivningarna runt Choapa är en mosaik av jordbruksmark och naturlig växtlighet.